# Station Nice-Riquier
Station Nice-Riquier is een spoorwegstation in de Franse stad Nice.